# 梁民熊
梁民熊（Liang Man Hung，1986年7月21日—），生於香港，香港籃球運動員，司職控球後衛，以快速敏捷而聰明的打法揚名於香港籃球界，現時效力香港甲一組籃球聯賽球隊晉裕。

## 籃球生涯
梁民熊生於香港，中學時期就讀中華基督教會譚李麗芬紀念中學，為校隊主力球員，直到17歲時因一場友誼賽受到鄭學來教練的賞識，而獲邀加盟飛鷹，到2004年開始在飛鷹展開他的籃球員生涯，期間協助飛鷹由甲二聯賽升班挑戰甲一聯賽，並連續多年打入聯賽首四名，更於2009年以每場平均20.0分成為聯賽得分王，到2011年協助飛鷹奪得聯賽第三名，及後在2012年為球隊歷史性奪得常規賽冠軍及總決賽亞軍。到2013年10月，梁民熊離開母會轉會勁旅南華，並在2016年為球隊擊敗永倫奪得季後賽冠軍，集齊香港球壇的三個最高殊榮，到2017年3月，梁民熊主動要求轉去南青，並重返主力控衛位置，到季尾轉會永倫。

## 國際賽生涯
於2011年，梁民熊獲香港隊徵召出戰亞錦賽外圍賽，到2017年11月，由於香港籃球代表隊控衛球員羅意庭和周家駒及陳兆榮都未有入選，使闊別香港隊四年的梁民熊獲香港代表隊重新徵召，出戰世界盃亞洲區外圍賽，成為歷史上香港首批參與世界盃的球員，並分別隨於主場和作客迎戰勁旅中國，韓國以及新西蘭國家隊，而他在11月23日作客中國的首場賽事，獲委以重任，並貢獻14分和2助攻和1次偷球，惟最終香港以44–96見負，到11月26日，主場迎戰紐西蘭國家隊時，梁民熊再貢獻場均14分和2助攻，效率在隊中數一數二，不過香港同樣以74–133不敵對手。

## 家庭生活
梁民熊已婚

## 外部連結
- 梁民熊在Eurobasket.com（球員）（英语）
- 梁民熊在RealGM（英语）